# Scomberomorus munroi
Scomberomorus munroi es una especie de peces de la familia Scombridae en el orden de los Perciformes.

## Morfología
• Los machos pueden llegar alcanzar los 104 cm de longitud total y los 10,2 kg de peso.

## Distribución geográfica
Se encuentra al norte de Australia (en Australia Occidental hasta Nueva Gales del Sur) y al sur de Papúa Nueva Guinea (desde Kerema hasta Port Moresby ).